# Un anno dopo (fumetto)
Un anno dopo (One Year Later) è un arco narrativo a fumetti del 2006, che coinvolge gran parte delle pubblicazioni della DC Comics. Narra le vicende avvenute dopo il salto narrativo di un anno nel futuro dell'Universo DC, a seguito degli eventi di Crisi infinita, ed esplora i cambiamenti principali avvenuti all'interno della continuity delle varie serie a fumetti coinvolte.

## Trama
Dopo gli eventi del crossover, Crisi infinita, tutte le serie DC furono ambientate avanti di un anno. Gli eventi dell'anno mancante furono descritti in tempo reale nella serie pubblicata settimanalmente nota come 52. L'evento, Un Anno Dopo, iniziò nel marzo 2006, nella stessa settimana in cui fu pubblicato, Crisi infinita n. 5, e prima dell'uscita del primo numero 52. La maggior parte dei numeri con sopra il logo, Un Anno Dopo, fu la prima parte di una storia multi-numero, e presentò grandi cambiamenti allo status quo di ogni personaggio, spesso lasciato inspiegato intenzionalmente in quanto questi dettagli sarebbero stati svelati nei numeri successivi di Crisi infinita e 52.
Molti degli eroi più importanti, come Superman e Batman, scomparvero per la maggior parte dell'anno quando cominciò Un Anno Dopo. I più noti eroi che mancarono furono, Aquaman, Batman, Blue Beetle, Freccia Verde, Hawkman, Martian Manhunter, Nightwing, Robin, Superman e Wonder Woman. Anche Flash non comparve: in sua assenza fu Jay Garrick a proteggere Keystone City.

### La Trinità della DC
L'assenza lunga un anno dei tre più noti e importanti supereroi dell'Universo DC, Superman, Batman e Wonder Woman, ed il loro ritorno alla piena attività, fu parte significativa, sia di Un Anno Dopo sia di 52.

#### Superman
La storia di Superman Su, Su e Via!, venne scritta in coppia, da Geoff Johns e Kurt Busiek, con illustrazioni di Pete Woods (e due numeri di Renato Guedes), e copertine di Terry e Rachel Dodson. La storia quadrimestrale, divisa in otto numeri, fu pubblicata in Action Comics dal n. 837 al n. 840 e in Superman dal n. 650 al n. 653. La storia narrò principalmente le vicende del depotenziato Clark Kent (avendo perso i suoi poteri nel climax di Crisi infinita) utilizzando la sua abilità di giornalista per difendere Metropolis, sia dal crimine organizzato, che da Lex Luthor, di nuovo in bancarotta e in disgrazia a causa delle sue azioni nella serie 52. Gradualmente, però, Superman iniziò a riprendere possesso dei suoi poteri, appena in tempo per battersi con l'amareggiato Luthor mentre cercava di vendicarsi sulla città con l'aiuto della tecnologia di battaglia kryptoniana e le nuove versioni, sia del Giocattolaio, che dell'Uomo di Kryptonite.

#### Batman
La storia di Batman "Batman: Faccia a Faccia", venne scritta da James Robinson, con illustrazioni di Leonard Kirk e Don Kramer. Fu pubblicata in Detective Comics dal n. 817 al n. 820 e in Batman dal n. 651 al n. 654.
La storia racconta il ritorno di Batman e Robin a Gotham City dopo una lunga assenza di un anno, e le loro investigazioni su un misterioso vigilante che assassinava super criminali di alto livello, inclusi il Ventriloquo e KGBeast, probabilmente collegati ad Harvey Dent, il quale, dopo essere stato riformato, aveva preso a combattere il crimine durante l'assenza di Batman. Anche se Dent non fu responsabile degli omicidi lo stress accumulato, la paranoia, e il risentimento di essere sotto sospetto videro il ritorno della persona di "Due Facce" e il suo auto sfregio, facendolo ritornare così alla vita criminale. Il finale vide anche Bruce Wayne offrirsi di adottare Tim Drake, il terzo Robin (ora Red-Robin), dopo la morte dei suoi genitori e gli eventi della Crisi.
Come per Due Facce, "Un Anno Dopo" vide anche il ritorno di altri numerosi e importanti personaggi collegati a Batman, precedentemente scritti o ritirati, incluso il ritorno del Commissario James Gordon e del Detective Harvey Bullock nel Dipartimento di Polizia di Gotham City.

#### Wonder Woman
A differenza delle serie Batman e Superman, Wonder Woman fu reintrodotta con un nuovo volume nell'album del giugno 2006. La storia introduttiva venne intitolata, "Chi è Wonder Woman?", scritta da Alla Heinberg con illustrazioni di Terry e Rachel Dodson.
Nella storia, Donna Troy fu mostrata mentre adottava il nome di Wonder Woman in assenza di Diana, mentre Diana accettò, su insistenza di Batman, l'incarico al Dipartimento degli Affari Metaumani con l'alias di Diana Prince. Accadde sotto la direzione di Sarge Steel, ironicamente assegnata alla missione di salvataggio della nuova Wonder Woman, catturata da nemici super potenti desiderosi di sottomettere la Wonder Woman originale. Diana fu assegnata al caso insieme al riluttante Tom Tresser, noto anche come Nemesis. Nella storia fu rivelato che prima della sua ammissione al Dipartimento, Diana fu anche fotografata in compagnia di un mistico dell'Est chiamato I Ching, e che la Corte penale internazionale aveva fatto cadere le accuse contro di lei per aver assassinato Maxwell Lord. La storia fu completata nel primo Annual della serie nel 2007.

## Storie di "Un anno dopo"
- Lanterna Verde guidò un assalto ai Manhunters dei Guardiani, e, al loro auto proclamatosi leader, Cyborg-Superma. Nel processo riuscì a liberare, Ke'Haan, Laira, Chance, Honnu, Graf Toren, il Generale Kreon e Boodikka.[4] Poco dopo si riunirono al Corpo delle Lanterne Verdi.[5]
- Comparve un nuovo Aquaman, di nome Arthur Joseph Curry, alleandosi con il Re Squalo e gli Abitanti degli Abissi. L'Aquaman originale, Orin, scomparve misteriosamente[6].
- Debuttò una nuova Doom Patrol[7].
- Bart Allen divenne il nuovo Flash[8].
- Capitan Atomo fu imprigionato a Blüdhaven dai militari.
- Inizialmente, Dick Grayson e Jason Todd operarono entrambi a New York City come Nightwing, ma Jason faceva uso di una forza letale[9]. Infine, Jason ritornò alla sua identità di Cappuccio Rosso.
- Hawkman scomparve per un anno, mentre Hawkgirl prese il suo posto come protettore di St. Roch[10].
- Jason Rusch e Lorraine Reilly componevano Firestorm, al posto di Jason e del Prof. Stein, che scomparve misteriosamente[11].
- Lady Shiva[12] e Gipsy[13] si unirono entrambe alla squadra dell'Oracolo, le Birds of Prey. Black Canary ritornò, e Lady Shiva aveva come sua studentessa, Bethany Thorne, figlia di Matthew Thorne, il Dottore del Crimine.
- Oliver Queen divenne il sindaco di Star City e non comparve in pubblico, come Freccia Verde, per un anno[14].
- Cassandra Cain, sotto l'influenza di Deathstroke il Terminatore, divenne la nuova leader della Lega degli Assassini.
- Robin guidò i Teen Titans, che ora includevano Cyborg, Kid Devil e Ravager (Rose Wilson)[15]. I nuovi misteriosi, Titans East si insediarono a New York. Robin stava segretamente tentando di riclonare Superboy, ucciso durante la Crisi infinita[15]. Beast Boy e Raven si separarono lasciando la squadra[15].
- L'amica di Selina Kyle, Holly Robinson, la rimpiazzò come Catwoman. Selina, ora sotto l'alias di Irena Dubrovna, diede vita a sua figlia Helena[16].
- Supergirl e Power Girl lavorarono insieme come Nightwing (Power Girl) e Flamebird (Supergirl) nella città in bottiglia di Kandor[17].
- Gli Outsiders furono creduti morti, ma continuarono a lavorare sottoterra. I membri, guidati di nuovo da Nightwing (Dick Grayson), sono Grace, Thunder, Katana, Metamorpho e Capitan Boomerang[18].
- Vandal Savage si schiantò sulla Terra, privo della sua immortalità, e venne a sapere che aveva solo altri 11 giorni da vivere[19]. Cercò Alan Scott per un'ultima battaglia, ma fallì. Il clone che Savage utilizzò nel piano finì per essere mangiato dallo stesso Savage, estendendo così la sua vita di un altro anno[20].
- Una nuova Justice League si riformò con dieci membri, inclusi Superman, Batman e Wonder Woman.
- Jaime Reyes, il nuovo Blue Beetle, si risvegliò nel deserto dell'Arizona[21] e si sorprese di sapere che era passato un anno da quando aveva attaccato Brother Eye[22].
- I Guardiani del Globo reclutarono dai Nuovi Guardiani nuovi membri, inclusi Jet e Gloss dai, Freedom Beast, il terzo Crimson Fox, l'eroe siriano, Sandstorm, e una nuova Manticora[23].
- Bruno "Ugly" Mannheim lasciò numerose sfere d'energia volanti su Metropolis allo scopo di distruggere Superman. Si scoprì poi che era cresciuto fino a raggiungere una taglia colossale. Prima di teletrasportarsi disse a Superman che ora "aveva un nuovo padrone, più potente di Darkseid"[24].
- Debuttò una nuova, Justice Society of America, guidata da Alan Scott, Jay Garrick e Ted Grant[25]
- Donna Troy fu la nuova Wonder Woman[26], mentre Ercole rimpiazzò Wonder Woman come agente dell'Olimpo[27].
- Nella storia, "1001 Anni Dopo", Supergirl comparve nel XXXI Secolo e venne venerata come membro della famiglia di Superman. Dopo il suo arrivo, concluse che stava sognando e che non era veramente nel futuro[28]. La Legione dei Super-Eroi credeva che si stava solo illudendo pensando di essere la Supergirl del XXI secolo, ma nondimeno pensò di sé come nuovo membro della squadra[29].

### Cancellazioni
Nella linea di eventi di Crisi infinita e di 52, la DC Comics cancellò alcune delle serie pubblicate a lungo, incluse Wonder Woman vol. 2°, The Flash vol. 2° (che ricominciò dopo la morte di Bart Allen), Gotham Central, Batman: Gotham Knights, Plastic Man, JLA, Superman vol. 2° e Batgirl.

### Rinomina
- Adventure of Superman fu rinominato semplicemente Superman, ricostituendo il titolo originale della serie dal n. 650.
- Aquaman divenne Aquaman: la Spada di Atlantide con il n. 40, con un nuovo protagonista.
- Firestorm fu reintitolato Firestorm: L'Uomo Nucleare dal n. 23 in poi.
- Hawkman fu rinominato Hawkgirl dal n. 50 in poi.
- Legione dei Super Eroi fu rinominato Supergirl e la Legione dei Super Girl cominciando dal n. 16 . Il titolo utilizzò anche il logo di "1001 Anni Dopo" per molti numeri.

### Nuove serie
Dato che queste sono nuove serie, molti delle successive non vennero indicate con il logo "Un Anno Dopo" per indicare il salto temporale fin dal numero precedente.

#### Spin-off dalla miniserieCountdown a Crisi infinita
- Checkmate fu una serie spin-off de, Il Progetto OMAC, dello scrittore Greg Rucka e dell'artista Jesus Saiz. La serie terminò con il n. 31 nell'ottobre 2008.
- Segreti Sei fu una serie limitata di sei numeri, spin-off di, Villains United, della scrittrice Gail Simone e dell'artista Brad Walker. Una serie tuttora in corso iniziò nel settembre 2008.
- Shadowpact fu lanciata come serie spin-off de, Il giorno della vendetta, dello scrittore e artista Bill Willingham. Terminò nel maggio 2008 con il n. 25.

#### Seguiti diCrisi infinita
- Blue Beetle vide come protagonista un nuovo personaggio che seguì le orme di Ted Kord, scritto da Keith Giffen e John Rogers con illustrazioni di Cully Hamner. La serie si concluse nel febbraio 2009 con il n. 36.
- Crisis Aftermath: The Battle For Blüdhaven fu una serie limitata di sei numeri scritta da Jimmy Palmiotti e Justin Grey con illustrazioni di Dan Jurgens e dello stesso Palmiotti.
- Crisis Aftermath: The Spectre fu una serie limitata di tre numeri scritta da Will Pfeifer con illustrazioni di Cliff Chiang.
- Ion fu una serie limitata spin-off di Green Lantern e La guerra Rann-Thanagar, dello scrittore Ron Marz e dell'artista Greg Tocchini.

#### Rilanci
- The Flash: Fastest Man Alive iniziò con i primi sette numeri scritti da Danny Bilson e Paul De Meo[30] con illustrazioni di Ken Lashley. Con la morte del quarto Flash, Bart Allen, per mano dei Nemici nel n. 13, ed il successivo ritorno di Wally West nell'Universo DC, questo fumetto fu rinominato, The Flash, e riprese la numerazione da prima del cambiamento del nome. Così The Flash n. 231 fu pubblicato nell'agosto 2007 e continuò fino al dicembre 2008 con il n. 247. Il fumetto fu sospeso prima della pubblicazione di The Flash: Rebirth, nell'aprile 2009. Nell'aprile 2010 cominciò un nuovo fumetto di Flash che narrava le nuove avventure di Barry Allen, ma fu portato a termine con il n. 12 con l'inizio degli eventi di Flashpoint. Un nuovo fumetto di Flash iniziò nel settembre 2011 come parte della DC Comics di rilanciare il fumetto 52 dal n. 1.
- Corpo delle Lanterne Verdi è una serie in corso spin-off di Green Lantern Corps: Recharge, iniziato nell'aprile 2006. Fu terminato con il n. 63 nell'agosto 2011 a causa della decisione della DC Comics di rilanciarlo come parte del fumetto 52 dal n. 1, nel settembre 2011.
- Justice League of America, è una serie in corso spin-off di JLA, cominciata nel luglio 2006, scritta da Brad Meltzer e illustrata da Ed Benes. Concluse nell'agosto 2011 con il n. 60 a causa della decisione della DC Comics di rilanciare 52 dal n. 1 nel settembre 2001, di cui il nuovo fumetto Justice League of America ne sarebbe stato una parte.
- Wonder Woman (Vol 3) iniziò nell'agosto 2006, scritto da Allan Heinberg e dall'illustratore Terry Dodson. Fu rilanciato dal n. 1 nel settembre 2011 come parte della decisione della DC Comics di rilanciare 52 fin dal n. 1.
- JSA fu cancellato con il n. 87, per essere rimpiazzato dalla nuova serie, Justice Society of America scritta da Geoff Johns con illustrazioni di Dale Eaglesham, copertine e co-pianificazione delle storie di Alex Ross.

#### Brave New World
- DCU: Brave New World è un fumetto speciale di 80 pagine che mostra sei dei nuovi fumetti in programma: Zio Sam e i Combattenti per la Libertà, OMAC, Martian Manhunter, Le prove di Shazam!, The All-New Atom e The Creeper. Le due pagine finali mostrano l'esistenza dei Monitors.
  - The All-New Atom fu una serie iniziata nel luglio 2006, scritta da Gail Simone e illustrata da John Byrne. Terminò nel luglio 2008 con il n. 25.
  - Creeper è una serie limitata cominciata nell'agosto 2006, scritta da Steve Niles e illustrata da Justiniano.
  - Martian Manhunter è una serie limitata di otto numeri iniziata nell'agosto 2006, scritta da A.J. Lieberman e illustrata da Al Barrionuevo.
  - OMAC è una serie limitata di otto numeri iniziata nel luglio 2006, scritta da Bruce Jones e illustrata da Renato Guedes.
- Le prove di Shazam! è una serie limitata di 12 numeri che presentò l'intera "famiglia Marvel", Capitan Marvel, Mary Marvel e Capitan Marvel Jr.; spin-off delle serie, Il giorno della vendetta e Crisi infinita, iniziò nel luglio 2006 scritta da Judd Winick e illustrata da Howard Porter.
- Zio Sam e i Combattenti per la Libertà è una serie limitata da otto numeri spin-off di Crisis Aftermath: Battle For Blüdhaven, cominciata nell'agosto 2006, scritta da Jimmy Palmiotti e Justin Grey con illustrazioni di Daniel Acuña. Una seconda serie limitata da otto numeri fu lanciata nel settembre 2007, scritta da Jimmy Palmiotti e Justin Grey con illustrazioni di Renato Arlem, che ebbe dei collegamenti con la serie precedente.

#### Rimpiazzi per titoli cancellati
- Batman Confidential fu una serie progettata da diverse squadre creative. Si concluse nel marzo 2011.
- Superman Confidential fu una serie progettata da diverse squadre creative. Si concluse nell'aprile 2008.

## Eventi significanti dell'anno perduto

### Aquaman
La misteriosa scomparsa di Aquaman fu successivamente seguita dall'arrivo di Arthur Joseph Curry. Le origini di questo nuovo Arthur sembrarono simili a quelle dell'Aquaman della Golden Age. Arthur incontrò "L'Abitante", dotato di una mano incantata simile alla mano di Orin, rivelandosi essere l'Aquaman originale. "L'Abitante" rivelò ad Arthur anche il suo futuro, simile agli eventi passati coinvolgenti dell 'Aquaman originale.

### Trattato della Libertà di Potere
In questa serie si cita l'esistenza di un nuovo Trattato della Libertà di Potere. Le specifiche e la struttura non furono descritte, ma tale trattato parve imporre dei limiti alle attività degli eroi al di fuori dal loro paese di origine. Per esempio, non avendo più di una volta non rispettato il trattato, Hal Jordan viene considerato un criminale nella maggior parte del mondo. Fu confermato che solo la Rocket Red Brigade, Lanterna Verde Hal Jordan, e gli Outsiders ne sono affetti (Lanterna Verde n. 10, 2006). Gli Outsiders operarono illegalmente e sotto copertura con tutti i membri correnti all'epoca (escluso Nightwing) presunti morti dal pubblico in generale. Come tale, il governo Cinese formò una super squadra chiamata i Grandi Dieci nell'anno in questione, e, al momento, sta lavorando ad un programma di super soldati.

### Gotham City
James Gordon ritornò al suo ruolo di Commissario del Dipartimento di Polizia di Gotham City. Anche se gli esatti dettagli non sono stati ancora rivelati, si sa che il suo ritorno, e quello di Harvey Bullock al GCPD, avviene dopo la risoluzione di un grande caso di corruzione svelato nel dipartimento da parte di Bullock. Harvey Dent, creduto guarito dalla psicosi/disordine dalla personalità multipla che creò l'identità di Due-Facce, accettò l'incarico di mantenere Gotham al sicuro dopo aver fatto un accordo con Batman.

### Commemorazione di Superboy
Monumenti agli eroi caduti furono eretti in almeno due località:
- A Metropolis, alla statua raffigurante Superman che regge un'aquila costruita subito dopo la sua battaglia contro Doomsday, fu aggiunta quella di Superboy (come visto in Action Comics n. 837), onorando il suo sacrificio e le azioni svolte durante Crisi infinita. In 52 n. 1 fu raffigurata la statua, apparentemente eretta a pochi giorni dalla morte di Superboy.
- Una seconda statua fu eretta a San Francisco di fronte alla Titans Tower.

## Conseguenze
Le ripercussioni di, Un Anno Dopo, sono ancora oggi percepite nell'Universo DC in una varietà di modi.
Uno degli eventi più noti estrapolati da Crisi infinita e Un Anno Dopo, fu la maturazione interiore di Batman. Divenne più attento alle opinioni altrui, mostrando di essere più educato, scusandosi con i suoi alleati quando commetteva errori di giudizio. Tuttavia, non cambiò il suo approccio al crimine. In qualche modo mentre si "addolcì" nel suo approccio verso i suoi amici, indurì il suo comportamento verso i nemici
Molti componenti della Silver Age reintrodussero Superman e il suo cast di supporto. Il personaggio di Mon-El, il disegno interno della Fortezza della Solitudine, Superman che iniziò la sua carriera eroica come "Super-boy", privo di costume, e la sua adesione adolescenziale alla Legione dei Super-Eroi sono tutte componenti della Silver Age riconoscibili, ma non tutte incluse nella prima continuità di Crisi infinita. Le storie iniziarono anche esteticamente somiglianti ai film, utilizzando lo stesso disegno esterno per la Fortezza della Solitudine, così come il ri-modellamento di Jor-El più somigliante all'attore Marlon Brando. Questi cambiamenti condussero anche le correnti storie di Superman in linea con la serie televisiva Smallville, che incorporò molti degli stessi elementi dei fumetti classici e dei film.
Wonder Woman mantenne attivamente la sua identità segreta, ebbe dei flirt con Nemesis, un collaboratore al Dipartimento degli Affari Metaumani. Il finale di "Chi è Wonder Woman?" stabilì che la sua identità segreta era ora una trasformazione sia fisica che estetica; come "Diana Prince", era fisicamente una normale essere umana, riottenendo i suoi poteri solo quando si trasformava in Wonder Woman
Il periodo di Bart Allen nei panni di Flash, fu uno dei periodi più brevi, in quanto la serie lo vide protagonista per 13 numeri, l'ultimo dei quali incluse la morte del personaggio. Da allora il suo predecessore, Wally West riprese il costume del Velocista Scarlatto. Molti eroi, più che altro membri dei Teen Titans, piansero il suo trapasso. Ciò condusse anche ad realizzare una sub-trama nella serie settimanale della DC, Countdown a Crisi finale, dove molti eroi furono mostrati attivamente alla ricerca dei Nemici che causarono la morte di Allen.
I membri del Corpo delle Lanterne Verdi, recuperati dal mondo di Biot dei Manhunters, disprezzarono Hal Jordan per le azioni da lui commesse nei panni di Parallax, mentre veniva controllato dall'entità della paura. A causa di ciò, le varie cricche personali formarono alcune lanterne che si domandavano cosa ci facesse Jordan tra di loro. Spesso, Hal Jordan fu difeso dalla Lanterna Verde Guardia d'Onore, Guy Gardner. Le Lanterne perdute si dimostrarono essere delle valide Lanterne da campo durante la Guerra del Corpo di Sinestro, dove alcune di loro si unirono alle Lanterne Alpha.
Grant Morrison menzionò in un'intervista che egli aveva, nel suo tempo libero, ridisegnato numerosi personaggi DC non utilizzati. Li presentò a Dan DiDio come parte di una proposta per i Sette Soldati della Vittoria, inclusa una revisione dei Combattenti per la Libertà e l'Atomo, debuttando nel 2006.